# Besenthal
Besenthal település Németországban, Schleswig-Holstein tartományban. Lakosainak száma 99 fő (2023. december 31.).

## Népesség
A település népességének változása:
| Lakosok száma | 79   | 88   | 89   | 96   | 96   | 99   |
|               | 1975 | 2017 | 2019 | 2021 | 2022 | 2023 |